# Hronská Breznica
Hronská Breznica – wieś (obec) na Słowacji położona w kraju bańskobystrzyckim, w powiecie Zwoleń. Pierwsze wzmianki o miejscowości pochodzą z roku 1424.
Według danych z dnia 31 grudnia 2012, wieś zamieszkiwało 261 osób, w tym 134 kobiety i 127 mężczyzn.
W 2001 roku rozkład populacji względem narodowości i przynależności etnicznej wyglądał następująco:
- Słowacy – 95,35%
- Czesi – 0,33%
- Romowie – 3,65%
- Węgrzy – 0,66%

Ze względu na wyznawaną religię struktura mieszkańców kształtowała się w 2001 roku następująco:
- Katolicy rzymscy – 32,89%
- Ewangelicy – 50,83%
- Ateiści – 11,63%
- Przedstawiciele innych wyznań – 0,66%
- Nie podano – 3,99%